# Урусов, Никита Сергеевич
Князь Никита Сергеевич Урусов (ок. 1745 — 1806) — наместник Ярославского наместничества в 1793—1797, тайный советник. Внук князя Василия Урусова, брат графини Варвары Васильевой, двоюродный брат поэта Михаила Хераскова, княгини Елены Вяземской и князя Александра Урусова.
В службе с 1750 г. полковник с 28 июля 1777 г.  В 1779 году полковник, прокурор в канцелярии строения государственных дорог.
Ярославский вице-губернатор, председатель Ярославской казённой палаты (30 апреля 1786 г. — 25 октября 1793 г.). Действительный статский советник, ярославский губернатор (с 25 октября 1793 г. по 10 сентября 1797 г.). Награждён орденом Св. Владимира 3-й ст.
Был женат дважды, на Варваре Окуневой (сестра Г. А. Окунева) и на Прасковье Ржевской (дочери С. М. Ржевского). От него происходит ярославская ветвь рода Урусовых, владевшая усадьбой Спасское к северу от Ярославля. Дети:
- Николай (12.08.1781 — ?), крестник майора Петра Гавриловича Окунева[4].
- Дарья (ок. 1782 — ?), выпускница Смольного института 1800 года (9 выпуск)[5], жена (с 23 апреля 1805 года)[6] Н. А. Астафьева.
- Наталья (ок. 1783 — ?), выпускница Смольного института 1800 года (9 выпуск)[5], жена ижевского промышленника А. Ф. Дерябина.
- Семён (9.11.1784[7]—1857), тайный советник, сенатор, отец шахматистов Сергея и Дмитрия Урусовых.
- Дмитрий (ок. 1787 — ум. после 1850), гвардейский капитан, коллежский асессор, отец толстовца Леонида Урусова.
- Елизавета (ок. 1790 — ?), выпускница Смольного института 1806 года (11 выпуск)[8].